# غونزالو ألمينارا
غونزالو ألمينارا (بالإسبانية: Gonzalo de la Fuente)‏ (21 مارس 1984 ببرغش في إسبانيا - ) هو لاعب كرة قدم إسباني في مركز الدفاع. لعب مع ريال أوفييدو ونادي ألباسيتي ونادي بورغوس وريال أفيليس ‏ وCaudal Deportivo ‏.

## وصلات خارجية
- غونزالو ألمينارا على موقع قاعدة بيانات كرة القدم.إي يو (الإنجليزية)
- غونزالو ألمينارا على موقع Soccerbase.com (لاعب) (الإنجليزية)
- غونزالو ألمينارا على موقع Soccerway.com (الإنجليزية)
- غونزالو ألمينارا على موقع عالم كرة القدم.نت (الإنجليزية)
- غونزالو ألمينارا على موقع AS.com (الإسبانية)